# Concilio de Husillos
El Concilio de Husillos fue un concilio de la Iglesia católica de los reinos de León y Castilla celebrado en el año 1088 en Husillos. En él comenzó a gestarse la configuración estable de la diócesis de Osma y el límite meridional de la diócesis de Burgos, y se decidió la deposición del obispo de Compostela Diego Peláez por su apoyo al rey García de Galicia en contra de Alfonso VI de León.
En el año 1104 se celebró otro concilio en Husillos, en el cual sólo se sabe que fueron publicados y reconocidos los derechos metropolitanos.